# UR-200
UR-200 (NATO-rapporteringsnamn: SS-10 Scrag) var en sovjetisk interkontinental ballistisk robot. Den utvecklades av OKB-52 under ledning av Vladimir Tjelomej. Den testsköts för första gången 4 november 1963 från Kosmodromen i Bajkonur, den nionde och sista flygningen genomfördes den 20 oktober 1964. Roboten kom aldrig att användas operativt utan utvecklingen avbröts efter Nikita Chrusjtjovs fall från makten och den ersattes av R-36.

UR-200 var en tvåstegs universalraket den skulle kunna utnyttjas som interkontinental ballistisk robot med tunga kärnvapenstridsspetsar eller som uppskjutningsraket för havsövervakningssatelliten US-A och för antisatellit vapnet Istrebitel Sputnik. Den var även tänkt att användas som delar i de första stegen på UR-500 men senare kom raketen att utgöra grunden till steg två och tre på UR-500, dock i omkonstruerad form.